# Liste der Kulturdenkmäler in Seibersbach
In der Liste der Kulturdenkmäler in Seibersbach sind alle Kulturdenkmäler der rheinland-pfälzischen Ortsgemeinde Seibersbach aufgeführt. Grundlage ist die Denkmalliste des Landes Rheinland-Pfalz (Stand: 2. August 2023).

## Denkmalzonen
| Bezeichnung                    | Lage                           | Baujahr         | Beschreibung                                                                                   | Bild                           |
| ------------------------------ | ------------------------------ | --------------- | ---------------------------------------------------------------------------------------------- | ------------------------------ |
| Denkmalzone Jüdischer Friedhof | Bergstraße, Am Eichenhang Lage | 18. Jahrhundert | im 18. Jahrhundert (?) bzw. vor 1798 (?) angelegtes Areal mit 47 Grabsteinen von 1900 bis 1941 | weitere Bilder Fotos hochladen |

## Einzeldenkmäler
| Bezeichnung                   | Lage                                                              | Baujahr                            | Beschreibung | Bild                           |
| ----------------------------- | ----------------------------------------------------------------- | ---------------------------------- | --- | ------------------------------ |
| Evangelische Pfarrkirche      | Dörrebacher Straße Lage                                           | um 1500                            | spätgotischer Chor, um 1500, spätbarocker Saal, um 1770, Westturm, Neurenaissance, 1901/02, Regierungsbaumeister Heusch | weitere Bilder Fotos hochladen |
| Wohnhaus                      | Dörrebacher Straße 5 Lage                                         | zweite Hälfte des 18. Jahrhunderts | ehemaliges evangelisches Pfarrhaus; spätbarocker Mansarddachbau, zweite Hälfte des 18. Jahrhunderts                     | BW                             |
| Wohnhaus                      | Dörrebacher Straße 6 Lage                                         | erste Hälfte des 19. Jahrhunderts  | Fachwerkhaus, verputzt, wohl aus der ersten Hälfte des 19. Jahrhunderts                                                 | BW                             |
| Katholische Kirche St. Joseph | Hauptstraße 32 Lage                                               | 1892–94                            | neugotischer Bruchsteinbau, 1892–94, Dombaumeister Lucas, Mainz                                                         | weitere Bilder Fotos hochladen |
| Hofanlage                     | Soonwaldstraße 17 Lage                                            | erste Hälfte des 19. Jahrhunderts  | Hofanlage; Krüppelwalmdachbau, Fachwerk, teilweise verputzt, erste Hälfte des 19. Jahrhunderts                          | BW                             |
| Ruine Karlsburg               | nördlich des Ortes zwischen Alter Römerstraße und Guldenbach Lage | um 1878                            | neugotische künstliche Burgruine und Aussichtsturm, um 1878                                                             | weitere Bilder Fotos hochladen |
| Maria-Hilf-Kapelle            | östlich des Ortes beim Autishof Lage                              | 1847                               | kleiner Zeltdachbau, bezeichnet 1847                                                                                    | BW                             |
| Wolfskaut                     | südwestlich des Ortes; Distrikt Seibersbacher Wald Lage           | vor 1852                           | runde, mit Bruchsteinen ausgemauerte Grube (15 m Durchmesser, 3 m Tiefe), wohl vor 1852                                 | Fotos hochladen                |